# Brewster SBN

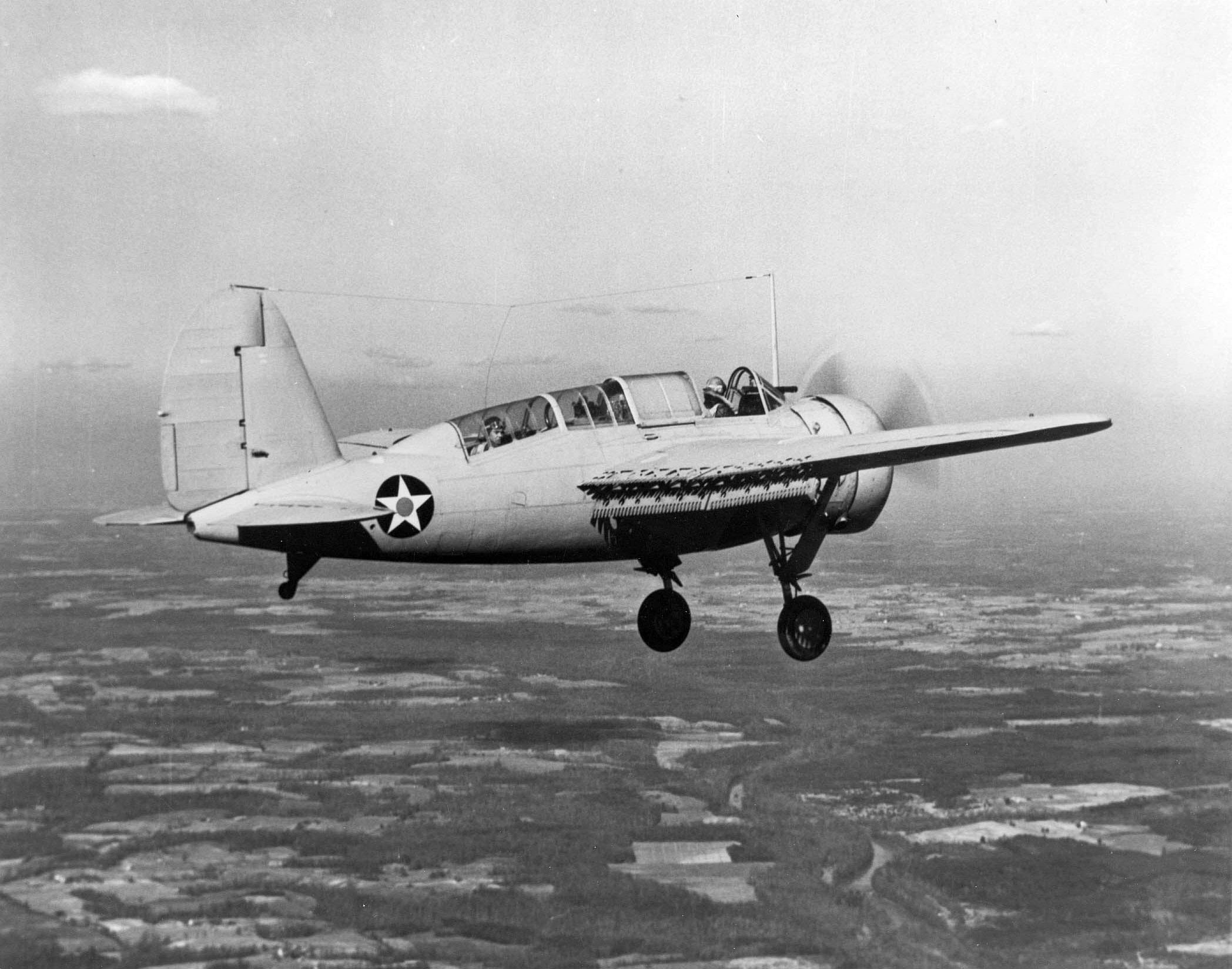
Brewster SBN-1

Brewster SBN byl americký průzkumný bombardér. Šlo o první vlastní konstrukci továrny Brewster. Letoun byl třímístný jednoplošník se zatahovacím podvozkem, který poháněl jeden motor Wright Cyclone.
Vývoj letounu začal v roce 1935 pod označením XSBA-1. Koncepce zatahovacího podvozku byla obdobná jako u palubní stíhačky Brewster F2A Buffalo. Hlavní podvozkové nohy se zatahovaly směrem k trupu a kola podvozku nebyla zakrytována. Výzbroj byla slabá a skládala se jen z jednoho pohyblivého 7,7mm kulometu, ovládaného střelcem. Kromě něj se posádka skládala ještě z pilota a navigátora.
Byla objednána výroba 30 kusů, které už ale byly při dodání v roce 1941 zastaralé. Byla z nich sestavena 8. torpédová squadrona US Navy a po krátké době byly převeleny k výcviku.

## Specifikace

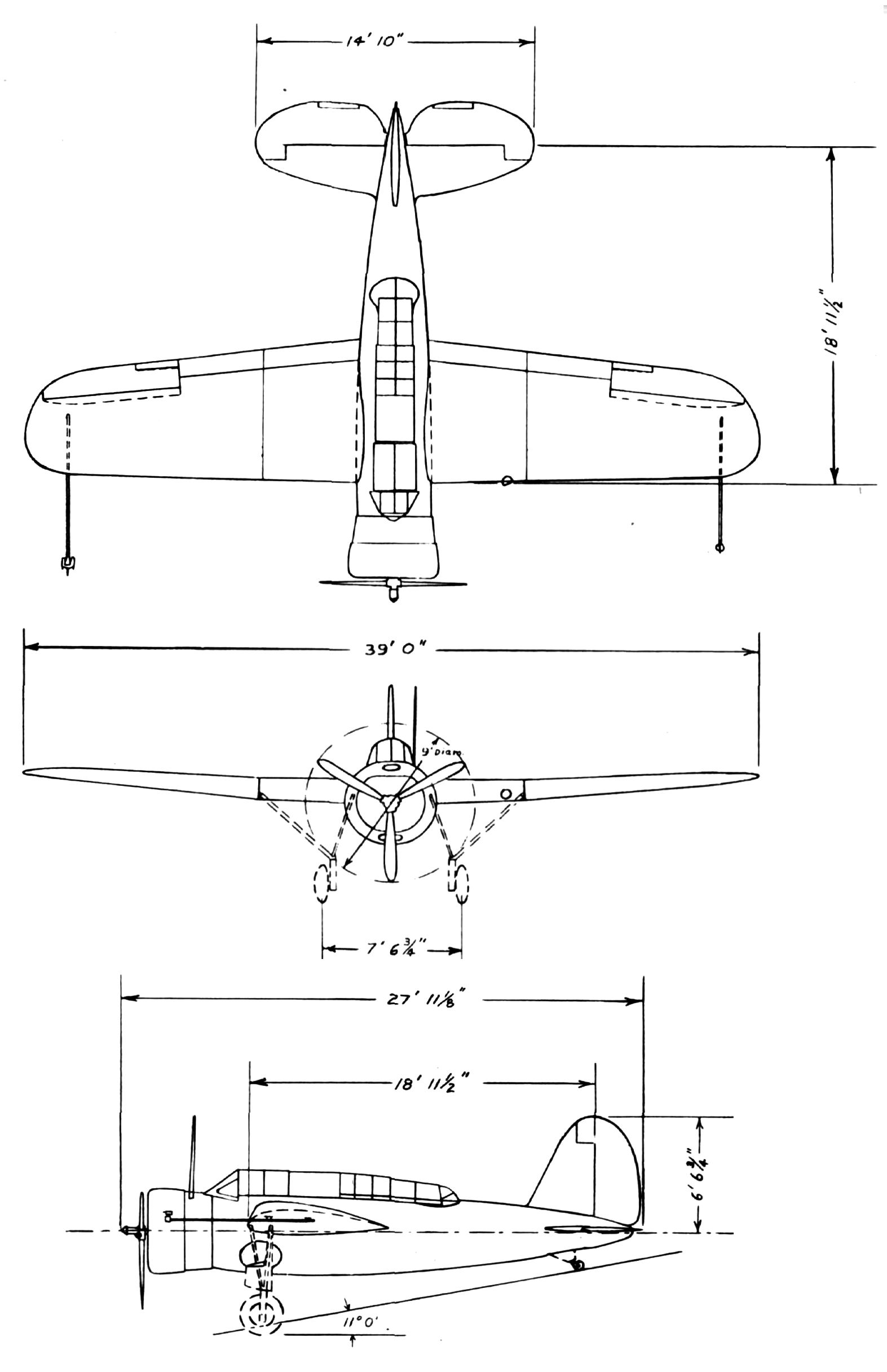
Třípohledový nákres XSBA-1

### Technické údaje
- Osádka: 3
- Rozpětí: 11,89 m
- Délka: 8,43 m
- Výška: 2,64 m
- Nosná plocha: 24,1 m²
- Max. vzletová hmotnost: 3066 kg
- Pohonná jednotka: 1× hvězdicový motor Wright XR-1820-22 Cyclone
  - Výkon motoru: 950 hp (709 kW)

### Výkony
- Nejvyšší rychlost: 409 km/h
- Dostup: 8625 m
- Dolet: 1633 km

### Výzbroj
- 1 × 7,62mm pohyblivý kulomet Browning
- 227 kg pum